# AFL Division 1 2022
Die AFL Division 1 2022 ist die 36. Spielzeit zweithöchsten österreichischen Spielklasse der Männer im American Football.

## Teams
Die besten vier aufstiegswilligen Teams der Saison 2021 stiegen in die aufgestockte AFL auf. Weiters zogen die Vienna Vikings und die Tirol Raiders ihre zweiten Mannschaften zurück. Um diese Abgänge auszugleichen, stiegen vier Teams aus der Division 2 in die Liga auf: die Schwaz Hammers und die Fehervar Enthroners, die die letztjährigen Play-offs für sich entscheiden konnten, sowie die zweite Mannschaft der Danube Dragons und die Styrian Hurricanes. Damit verringerte sich das Teilnehmerfeld von zwölf auf zehn Teams.
- Amstetten Thunder
- Hohenems Blue Devils
- Styrian Bears (Graz)
- Vienna Knights (Wien)
- St. Pölten Invaders
- Carinthian Lions (Klagenfurt)
- Schwaz Hammers (Aufsteiger)
- Fehérvár Enthroners (Székesfehérvár, Ungarn, Aufsteiger)
- Danube Dragons 2 (Wien, Aufsteiger)
- Styrian Hurricanes (Voitsberg, Aufsteiger)

## Grunddurchgang

### Spiele
| Conference A        | THU   | KNI  | INV   | ENT   | DRA  |
| ------------------- | ----- | ---- | ----- | ----- | ---- |
| Amstetten Thunder   |       | 42:0 | 28:3  | 9:20  | 41:0 |
| Vienna Knights      | 34:20 |      | 12:29 | 13:49 | 52:0 |
| St. Pölten Invaders | 35:23 | 6:20 |       | 0:42  | 58:7 |
| Fehérvár Enthroners | 41:3  | 10:7 | 52:6  |       | 77:0 |
| Danube Dragons 2    | 0:43  | 0:44 | 6:35  | 0:61  |      |

| Conference B          | BLD   | BEA   | LIO   | HAM   | HUR   |
| --------------------- | ----- | ----- | ----- | ----- | ----- |
| Cineplexx Blue Devils |       | 35:10 | 33:28 | 34:6  | 28:20 |
| Graz Styrian Bears    | 34:24 |       | 30:22 | 37:6  | 48:7  |
| Carinthian Lions      | 33:13 | 18:41 |       | 34:20 | 45:0  |
| Schwaz Hammers        | 11:33 | 7:16  | 24:6  |       | 12:17 |
| Styrian Hurricanes    | 7:34  | 14:34 | 13:20 | 7:24  |       |

Quelle: football.at

### Tabellen
| Conference A |                     |    |   |   |   |       |      |      |      |
|              | Team                | Sp | S | U | N | Pct   | P35+ | P35− | Diff |
| 1            | Fehérvár Enthroners | 8  | 8 | 0 | 0 | 1,000 | 265  | 038  | +227 |
| 2            | Amstetten Thunder   | 8  | 4 | 0 | 4 | 0,500 | 194  | 133  | 0+61 |
| 3            | St. Pölten Invaders | 8  | 4 | 0 | 4 | 0,500 | 156  | 172  | 0−16 |
| 4            | Vienna Knights      | 8  | 4 | 0 | 4 | 0,500 | 156  | 148  | 12+8 |
| 5            | Danube Dragons 2    | 8  | 0 | 0 | 8 | 0,000 | 013  | 293  | −280 |

| Conference B |                       |    |   |   |   |       |      |      |      |
|              | Team                  | Sp | S | U | N | Pct   | P35+ | P35− | Diff |
| 1            | Graz Styrian Bears    | 8  | 7 | 0 | 1 | 0,875 | 244  | 133  | +111 |
| 2            | Cineplexx Blue Devils | 8  | 6 | 0 | 2 | 0,750 | 234  | 149  | 0+85 |
| 3            | Carinthian Lions      | 8  | 4 | 0 | 4 | 0,500 | 196  | 174  | 0+22 |
| 4            | Schwaz Hammers        | 8  | 2 | 0 | 6 | 0,250 | 110  | 184  | 0−74 |
| 5            | Styrian Hurricanes    | 8  | 1 | 0 | 7 | 0,125 | 085  | 229  | −144 |

Legende: Sp = Spiele, S = Siege, U = Unentschieden, N = Niederlagen, Pct = Siegquote,

P35+= erzielte Punkte (max. 35 mehr als gegnerische), P35− = zugelassene Punkte (max. 35 mehr als eigene), Diff = Differenz

Bei gleicher Pct zweier Teams zählt der direkte Vergleich

 Play-offs mit Heimrecht,
 Play-offs,
 Relegation

Quelle: football.at

### Play-offs
|  | Halbfinale | Halbfinale            | Halbfinale |  |  | Silver Bowl | Silver Bowl         | Silver Bowl |
|  |            |                       |            |  |  |             |                     |             |
|  |            |                       |            |  |  |             |                     |             |
|  | A1         | Fehérvár Enthroners   | 49         |  |  |             |                     |             |
|  | B2         | Cineplexx Blue Devils | 18         |  |  |             |                     |             |
|  |            |                       |            |  |  | A1          | Fehérvár Enthroners | 42          |
|  |            |                       |            |  |  | A2          | Amstetten Thunder   | 7           |
|  | B1         | Graz Styrian Bears    | 24         |  |  |             |                     |             |
|  | A2         | Amstetten Thunder     | 28         |  |  |             |                     |             |
|  |            |                       |            |  |  |             |                     |             |

## Niederklassigere Ligen

### Division Two
Nachdem die besten vier Teams der Vorsaison in die nächste Spielklasse aufgestiegen sind und die Maribor Generals nach dem Nichtantritt die Liga verlassen haben, verbleiben nur drei Teams aus der letzten Saison in der Liga. Um eine Spielstärke von zehn Vereinen zu erreichen, stiegen alle sieben Vereine aus der letztjährigen Division 3 in die Liga auf.

#### Teams
- Vienna Warlords (Wien)
- Upper Styrian Rhinos (Oberaich)
- Pannonia Eagles (Baumgarten)
- Gladiators Ried (Aufsteiger)
- Carnuntum Legionaries (Schwadorf, Aufsteiger)
- Styrian Reavers (Tillmitsch, Aufsteiger)
- Gmunden Rams (Aufsteiger)
- Carinthian Eagles (Villach, Aufsteiger)
- Weinviertel Spartans (Mistelbach, Aufsteiger)
- AFC Blue Hawks (Schönfeld (Gemeinde Neulengbach), Aufsteiger)

#### Iron Bowl
|                                   |         |  |                 |                           |                 |  |  |
|                                   |         |  | Vienna Warlords | \| \| 23 : 17 \| \| \| \| | Styrian Reavers |  |  |
| (7:0, 9:3, 7:7, 0:7) Spielbericht |         |  | Vienna Warlords |                           | Styrian Reavers |  |  |
|                                   | 23 : 17 |  |                 |                           |                 |  |  |
|                                   |         |  |                 |                           |                 |  |  |

### Division Three
Die vierthöchste Spielklasse besteht in dieser Saison aus acht Teams, die allesamt aus der letztjährigen Division 4 hochgezogen wurden. Weiters steigen mit den AFC Grizzlies und den Styrian Panthers zwei neugegründete Teams in den Ligabetrieb ein.

#### Teams
- Blackvalley Wild (Gloggnitz)
- Huskies Wels
- Ebenfurth Mustangs
- Pongau Ravens (Bischofshofen)
- Vienna Vikings Division Team (Wien)
- Steyr Predators
- Mostviertel Bastards (Ybbs)
- Klosterneuburg Broncos
- AFC Grizzlies (Stockerau, neu)
- Styrian Panthers (Hönigsberg, neu)

#### Challenge Bowl
|                                    |        |  |              |                          |               |  |  |
|                                    |        |  | Huskies Wels | \| \| 37 : 0 \| \| \| \| | Pongau Ravens |  |  |
| (7:0, 3:0, 20:0, 7:0) Spielbericht |        |  | Huskies Wels |                          | Pongau Ravens |  |  |
|                                    | 37 : 0 |  |              |                          |               |  |  |
|                                    |        |  |              |                          |               |  |  |